# بازار شاهرود

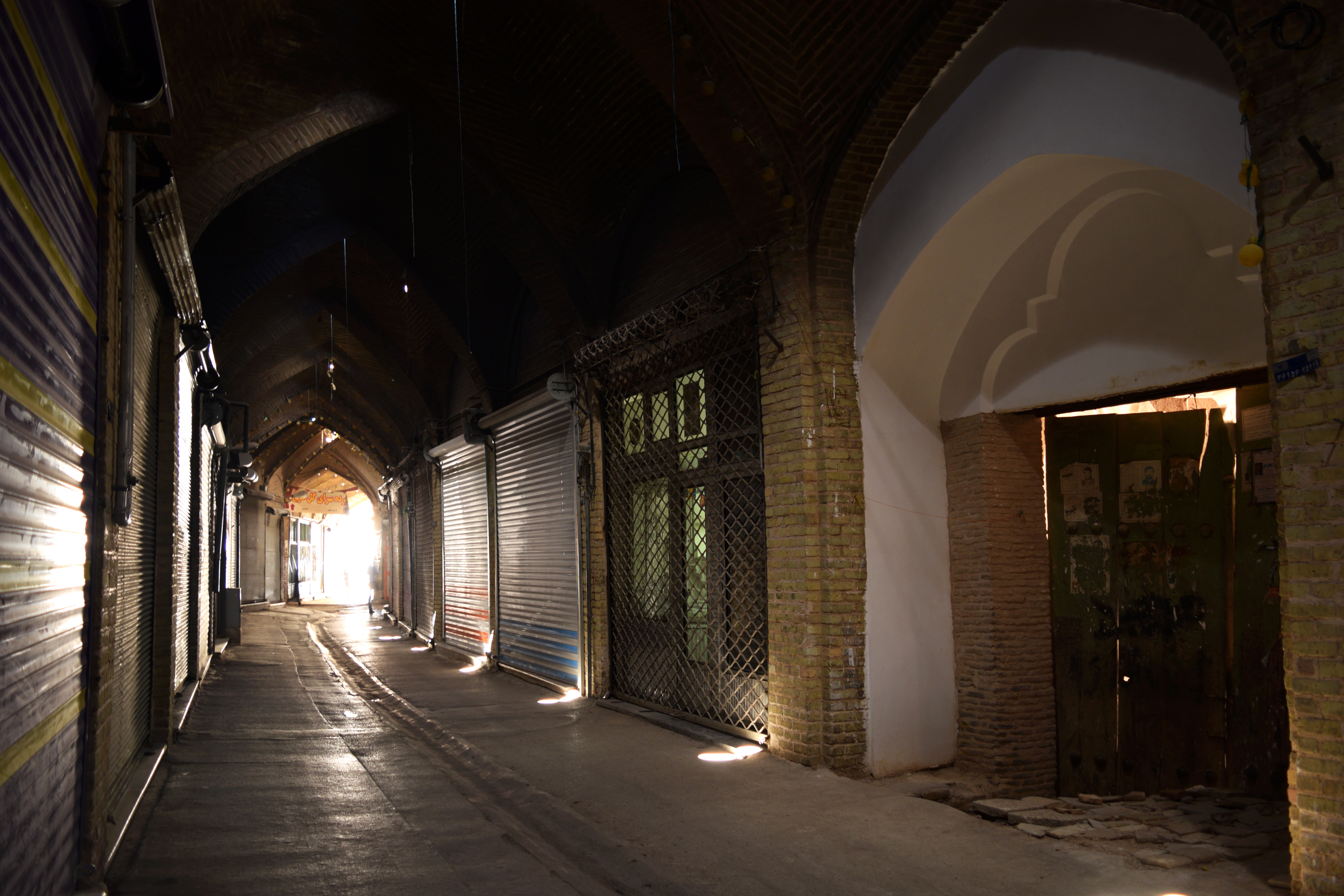

بازار شاهرود هو بازار تاريخي يعود إلى عصر القاجاريون، ويقع في شاهرود.